# Medal Obrony dla Poległych i Rannych na Służbie
Medal Obrony dla Poległych i Rannych na Służbie (duń. Forsvarets Medalje for Faldne og Sårede i Tjeneste, skr. Fsv.M.F&S.) – duńskie wojskowe odznaczenie ustanowione 30 października 1996 (z działaniem wstecznym obejmującym okres od 12 marca 1992), podzielony 7 grudnia 2009 na Medal Obrony dla Poległych na Służbie oraz Medal Obrony dla Rannych na Służbie – nowe medale weszły do użycia z pierwszym dniem 2010, a stary medal został wycofany.
Medal Obrony dla Poległych i Rannych na Służbie przyznawany był duńskiemu personelowi wojskowemu i cywilnemu przez Szefa Sił Zbrojnych (dosł. „Szefa Obrony”, dun. Forsvarschefen). Przeznaczony był dla osób poległych, poważnie rannych lub doprowadzonych do inwalidztwa wskutek użycia broni palnej lub min, w trakcie prowadzenia działań bojowych lub antyterrorystycznych. Od 28 września 2005 mogli być nim nagradzani również obcokrajowcy, którzy polegli lub zostali ciężko zranieni podczas szczególnych i zasłużonych wysiłków na rzecz duńskich sił zbrojnych. Medal nadany pośmiertnie wręczany był najbliższej rodzinie odznaczanego.
W duńskiej kolejności starszeństwa odznaczeń medal przyznany poległym znajduje się obecnie (na listopad 2021) za Krzyżem Waleczności, a przed Medalem Obrony dla Poległych na Służbie, natomiast medal dla rannych i inwalidów znajduje się za Medalem Ministra Sprawiedliwości, a przed Medalem Obrony dla Rannych na Służbie.
Medal ma średnicę 30 mm, wykonywany był ze srebra i pozłacany. Na awersie znajduje się główny motyw duńskiego herbu (trzy lwy kroczące w słup i dziewięć serc – podobnie jak osiem innych obecnie nadawanych wojskowych medali). Na rewersie umieszczano wieniec dębowy, a w jego wnętrzu – rok nadania i powyżej niego napis odpowiednio „FALDET I TJENESTE” (POLEGŁYM NA SŁUŻBIE) lub „SÅRET I TJENESTE” (RANNYM NA SŁUŻBIE). Kolejne przypadki otrzymania medalu dla rannych grawerowane były na rancie medalu.
Medal noszony był na białej i wiązanej w pięciokąt wstążce, ale medal nadany poległym różnił się od medalu dla rannych paskami umieszczonymi wzdłuż boków: polegli mieli po jednym szerszym pasku, a ranni mieli po dwa wąskie paski. Drugie nadanie medalu dla rannych oznaczane było poprzez umieszczenie na wstążce lub baretce srebrnego dębowego liścia (oznaki męstwa), a trzecie nadanie – złotego dębowego liścia.
Formę medalu wykonał medalier Jan Petersen.
Do 2005 przyznano 4 medale dla poległych i 25 medali dla rannych.